# Dhoom 2 – Back in Action
Dhoom 2 – Back in Action (Hindi धूम २) ist ein indischer Spielfilm vom Sanjay Gandhvi aus dem Jahr 2006. Er war der erfolgreichste Hindi-Film des Jahres.

## Handlung
Der Polizist Jai Dixit und sein Partner Ali bekommen einen neuen Auftrag von Jais ehemaliger Freundin, der Polizistin Shonali Bose. Der hochoffizielle Auftrag betrifft den Meisterdieb Mr. A, der nicht zu schnappen ist und es auf unbezahlbare Schätze auf der ganzen Welt abgesehen hat. Während die drei Polizisten seine Spur aufnehmen, verbündet er sich mit der Diebin Sunehri, ohne zu ahnen, dass sie als Lockvogel für die Polizei arbeitet.
Ihren nächsten gemeinsamen Überfall plant Mr. A in Rio de Janeiro. Sie werden von Jai und Ali, die bei Shonalis Zwillingsschwester Monali unterkommen, verfolgt.
Schon bald beobachtet Mr. A Sunehri gemeinsam mit Jai und merkt, dass sie als Spionin für die Polizei arbeitet. Sunehri plagt eine Gewissensfrage: Sie weiß nicht, ob sie Mr. A helfen soll oder nicht. Wenn sie es nicht tut, wird sie verhaftet und wenn doch, dann aus Liebe zu Mr. A. Schließlich siegt die Liebe über die Angst und sie gewinnt auch wieder das Vertrauen von Mr. A.
Ihr gemeinsamer Überfall war ein Erfolg, nur während der Flucht wurden die beiden von der Polizei geschnappt. Sunehri erschießt plötzlich mit einer Waffe Mr. A, der darauf die Klippen hinunterstürzt. Ihre Erklärung dafür ist, dass sie dies aus Liebe getan habe.
Aber dieser Tod von Mr. A wurde von Sunehri und Aryan (sein richtiger Name) geplant. Auch Jai begreift das falsche Spiel der beiden und besucht sie auf den Fidschiinseln, wo die zwei nun ein Restaurant betreiben. Jai verspricht Sunehri und Aryan in Ruhe zu lassen, solange "Mr. A" gestorben bleibt.

## Synchronisation
| Schauspieler      | Rolle                          | Deutscher Sprecher |
| ----------------- | ------------------------------ | ------------------ |
| Abhishek Bachchan | A.C.P. Jai Dixit               | Benjamin Völz      |
| Bipasha Basu      | A.C.P. Sonali Bose/Monali Bose | Melanie Pukaß      |
| Uday Chopra       | Ali Akbar Fateh Khan           | Dennis Schmidt-Foß |
| Hrithik Roshan    | Aryan Singh / Mr. A.           | Norman Matt        |
| Aishwarya Rai     | Sunehri                        | Giuliana Jakobeit  |
| Rimi Sen          | Sweety J. Dixit                | Ranja Bonalana     |

## Auszeichnung

### Filmfare Award
- Filmfare Award/Bester Hauptdarsteller an Hrithik Roshan (2007)

### IIFA Award
- IIFA Award/Beste Playbacksängerin für den Song Crazy Kiya Re an Sunidhi Chauhan (2007)
- IIFA Award/Bestes Make-up an G. A. James (2007)
- IIFA Award/Bestes Kostüm an Anaita Adajania (2007)

### Star Screen Award
- Star Screen Award/Beste Choreografie für den Song Dhoom Machale an Shiamak Davar (2007)

### Bollywood Movie Award
- Bollywood Movie Award/Bester Hauptdarsteller an Hrithik Roshan (2007)
- Bollywood Movie Award/Beste Choreografie an Vaibhavi Merchant (2007)
- Bollywood Movie Award/Beste Kamera an Vikas Sivaraman und Nirav Shah (2007)
- Bollywood Movie Award/Bester Ton an Dwarak Warrier (2007)

### Stardust Award
- Stardust Award/Star des Jahres (weiblich) an Aishwarya Rai (2007)
- Stardust Award/Hottest Young Filmmaker an Sanjay Gadhvi (2007)

### Sonstige
- AIFA Award/Bester Soundtrack für den Song Crazy Kiya Re

## Sonstiges
Dies ist der zweite Teil zu dem Superhit des Jahres 2004 Dhoom! – Die Jagd beginnt.
Ein sinnlicher Kuss von Hrithik Roshan und Aishwarya Rai im Film sorgte für Schlagzeilen in Indien und es wurde eine polizeiliche Anzeige erstattet.